# Stanisław Śniatała

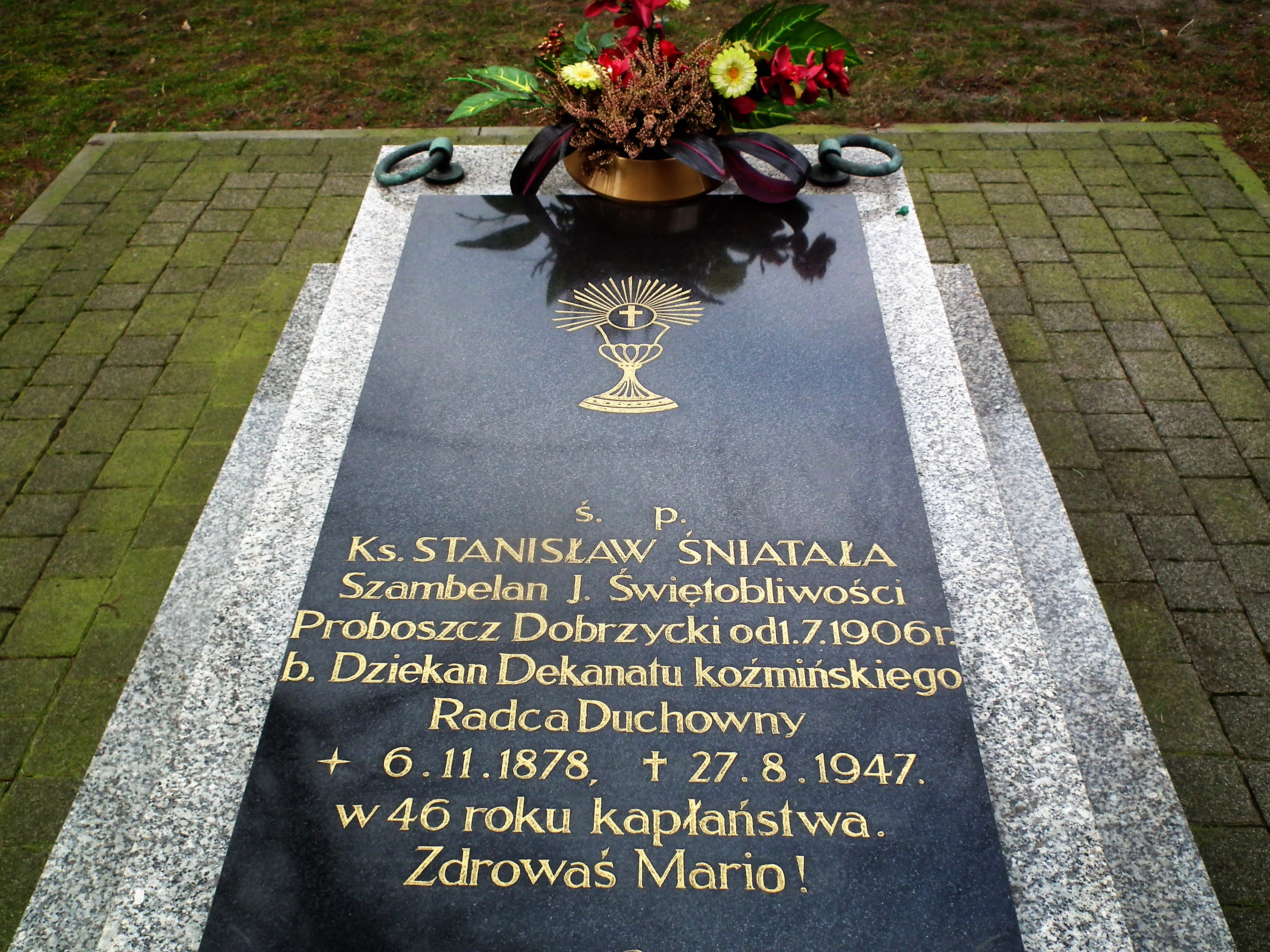
Nagrobek ks. S. Śniatały w Dobrzycy

Stanisław Śniatała (ur. 6 listopada 1878 w Psarach, zm. 28 sierpnia 1947 w Dobrzycy) – prezbiter rzymskokatolicki, Szambelan Jego Świątobliwości, dziekan koźmiński, Radca Duchowny, proboszcz dobrzycki w latach 1906–1947.

## Życiorys
Syn Jakuba i Florentyny z Jackowskich. Ukończył Królewskie Gimnazjum w Ostrowie w 1898. Po studiach teologicznych w Poznaniu i Gnieźnie otrzymał święcenia kapłańskie 15 grudnia 1901 z rąk Antoniego Andrzejewicza, biskupa sufragana gnieźnieńskiego.
Po święceniach skierowany do pracy duszpasterskiej w Nieparcie i Siedlcu, a następnie do Rogoźna, gdzie zastępował Władysława Jaskólskiego, redaktora Przeglądu Kościelnego
W dniu 1 lipca 1906 dekretem ks. bp. Edwarda Likowskiego mianowany proboszczem dobrzyckim, gdzie rozpoczął prace konserwatorskie kościoła parafialnego. Był delegatem na Polski Sejm Dzielnicowy w Poznaniu w 1918. Od 1925 roku pełnił funkcję inspektora nauki religii w szkołach powszechnych powiatu krotoszyńskiego, a od 1930 dziekana dekanatu koźmińskiego. Odznaczony w 1936 Złotym Krzyżem Zasługi. Aresztowany 7 grudnia 1941, najpierw więziony w Krotoszynie, a następnie w Forcie VII w Poznaniu. Wypuszczony na wolność 30 stycznia 1942 i z polecenia biskupa Jana Kantego Lorka pełnił posługę jako kapelan kaplicy domowej Szambelana Dolańskiego w Grębowie powiat Tarnobrzeg.
Powrócił do parafii dobrzyckiej w Wielki Czwartek, 29 marca 1945, gdzie pełnił funkcję proboszcza do śmierci. Jest autorem publikacji Dobrzyca - monografja historyczna, wydanej dzięki staraniom Towarzystwa Miłośników Ziemi Dobrzyckiej oraz zespołu redakcyjnego Notatek Dobrzyckich w 2002. Monografia ta jest bardzo cennym kompendium wiedzy na temat Dobrzycy i okolicznych miejscowości leżących przede wszystkim na terenie Gminy Dobrzyca.